# EPrix Long Beach 2016
ePrix Long Beach 2016 (oryg. 2016 Faraday Future Long Beach ePrix) – szósta runda Formuły E w sezonie 2015/2016. Zawody odbyły się 2 kwietnia 2016 roku na ulicznym torze w Long Beach.

## Lista startowa
| Nr | Kierowca               | Zespół                          | Samochód             | Silnik                  | Opony |
| -- | ---------------------- | ------------------------------- | -------------------- | ----------------------- | ----- |
| 1  | Nelson Piquet Jr.      | NEXTEV TCR Formula E Team       | Spark-NEXTEV         | NEXTEV TCR FormulaE 001 | M     |
| 2  | Sam Bird               | DS Virgin Racing Formula E Team | Spark-Citroën        | Virgin DSV-01           | M     |
| 4  | Stéphane Sarrazin      | Venturi Formula E Team          | Spark-Venturi        | Venturi VM200-FE-01     | M     |
| 6  | Loïc Duval             | Dragon Racing                   | Spark-Venturi        | Venturi VM200-FE-01     | M     |
| 7  | Mike Conway            | Dragon Racing                   | Spark-Venturi        | Venturi VM200-FE-01     | M     |
| 8  | Nicolas Prost          | Renault e.Dams                  | Spark-Renault Sport  | Renault Z.E 15          | M     |
| 9  | Sébastien Buemi        | Renault e.Dams                  | Spark-Renault Sport  | Renault Z.E 15          | M     |
| 11 | Lucas Di Grassi        | ABT Schaeffler Audi Sport       | Spark-Abt Sportsline | ABT Schaeffler FE01     | M     |
| 12 | Jacques Villeneuve     | Venturi Formula E Team          | Spark-Venturi        | Venturi VM200-FE-01     | M     |
| 21 | Bruno Senna            | Mahindra Racing Formula E Team  | Spark-Mahindra       | Mahindra M2ELECTRO      | M     |
| 23 | Nick Heidfeld          | Mahindra Racing Formula E Team  | Spark-Mahindra       | Mahindra M2ELECTRO      | M     |
| 25 | Jean-Éric Vergne       | DS Virgin Racing Formula E Team | Spark-Citroën        | Virgin DSV-01           | M     |
| 27 | Robin Frijns           | Amlin Andretti Formula E        | Spark-McLaren        | SRT01-e                 | M     |
| 28 | Simona de Silvestro    | Amlin Andretti Formula E        | Spark-McLaren        | SRT01-e                 | M     |
| 55 | António Félix da Costa | Team Aguri                      | Spark-McLaren        | SRT01-e                 | M     |
| 66 | Daniel Abt             | ABT Schaeffler Audi Sport       | Spark-Abt Sportsline | ABT Schaeffler FE01     | M     |
| 77 | Salvador Durán         | Team Aguri                      | Spark-McLaren        | SRT01-e                 | M     |
| 88 | Oliver Turvey          | NEXTEV TCR Formula E Team       | Spark-NEXTEV         | NEXTEV TCR FormulaE 001 | M     |
| Nr | Kierowca               | Zespół                          | Samochód             | Silnik                  | Opony |

## Wyniki

### I Sesja treningowa
| Nr | Kierowca        | Konstruktor    | Czas     | Okr. |
| -- | --------------- | -------------- | -------- | ---- |
| 9  | Sébastien Buemi | Renault e.Dams | 0:57,383 | 27   |

### II Sesja treningowa
| Nr | Kierowca   | Konstruktor               | Czas     | Okr. |
| -- | ---------- | ------------------------- | -------- | ---- |
| 66 | Daniel Abt | ABT Schaeffler Audi Sport | 0:56,778 | 18   |

### Kwalifikacje
Źródło: fiaformulae.com
| 1                 | 2  | Sam Bird               | DS Virgin Racing          | 0:56,821 |         |
| 2                 | 23 | Nick Heidfeld          | Mahindra Racing           | 0:57,129 |         |
| 3                 | 11 | Lucas Di Grassi        | ABT Schaeffler Audi Sport | 0:57,131 |         |
| 4                 | 4  | Stéphane Sarrazin      | Venturi                   | 0:57,136 |         |
| 5                 | 27 | Robin Frijns           | Amlin Andretti            | 0:57,145 | 5       |
| 6                 | 66 | Daniel Abt             | ABT Schaeffler Audi Sport | 0:57,151 | 6       |
| 7                 | 9  | Sébastien Buemi        | Renault e.Dams            | 0:57,189 | 7       |
| 8                 | 8  | Nicolas Prost          | Renault e.Dams            | 0:57,284 | 8       |
| 9                 | 7  | Jérôme d’Ambrosio      | Dragon Racing             | 0:57,288 | 9       |
| 10                | 21 | Bruno Senna            | Mahindra Racing           | 0:57,383 | 10      |
| 11                | 25 | Jean-Éric Vergne       | DS Virgin Racing          | 0:57,496 | 11      |
| 12                | 28 | Simona de Silvestro    | Amlin Andretti            | 0:57,696 | 12      |
| 13                | 88 | Oliver Turvey          | NEXTEV TCR                | 0:57,952 | 13      |
| 14                | 1  | Nelson Piquet Jr.      | NEXTEV TCR                | 0:58,015 | 14      |
| 15                | 12 | Mike Conway            | Venturi                   | 0:58,144 | 15      |
| 16                | 77 | Salvador Durán         | Team Aguri                | 0:58,417 | 16      |
| 17                | 6  | Loïc Duval             | Dragon Racing             | 0:59,049 | 17      |
| Zdyskwalifikowani |    |                        |                           |          |         |
|                   | 55 | António Félix da Costa | Team Aguri                | –        | 18      |
| Poz.              | Nr | Kierowca               | Konstruktor               | Czas     | Poz. s. |

#### Super Pole
| 1                 | 2  | Sam Bird               | DS Virgin Racing          | 0:57,261 | 1       |
| 2                 | 11 | Lucas Di Grassi        | ABT Schaeffler Audi Sport | 0:57,270 | 2       |
| 3                 | 4  | Stéphane Sarrazin      | Venturi                   | 0:57,412 | 3       |
| 4                 | 23 | Nick Heidfeld          | Mahindra Racing           | 0:57,825 | 4       |
| Zdyskwalifikowani |    |                        |                           |          |         |
|                   | 55 | António Félix da Costa | Team Aguri                | –        |         |
| Poz.              | Nr | Kierowca               | Konstruktor               | Czas     | Poz. s. |

### Wyścig
Źródło: Wyprzedź Mnie!
| P                 | + / –     | Nr | Kierowca               | Konstruktor               | Okr. | Czas / Strata | Komentarz |
| ----------------- | --------- | -- | ---------------------- | ------------------------- | ---- | ------------- | --------- |
| 1                 | 1         | 11 | Lucas Di Grassi        | ABT Schaeffler Audi Sport | 41   | –             |           |
| 2                 | 1         | 4  | Stéphane Sarrazin      | Venturi                   | 41   | +0:00,787     |           |
| 3                 | 3         | 66 | Daniel Abt             | ABT Schaeffler Audi Sport | 41   | +0:01,685     |           |
| 4                 | Bez zmian | 23 | Nick Heidfeld          | Mahindra Racing           | 41   | +0:02,343     |           |
| 5                 | 5         | 21 | Bruno Senna            | Mahindra Racing           | 41   | +0:04,968     |           |
| 6                 | 5         | 2  | Sam Bird               | DS Virgin Racing          | 41   | +0:05,229     |           |
| 7                 | 2         | 7  | Jérôme d’Ambrosio      | Dragon Racing             | 41   | +0:06,735     |           |
| 8                 | 9         | 6  | Loïc Duval             | Dragon Racing             | 41   | +0:08,057     |           |
| 9                 | 3         | 28 | Simona de Silvestro    | Amlin Andretti            | 41   | +0:10,505     |           |
| 10                | 5         | 12 | Mike Conway            | Venturi                   | 41   | +0:10,900     |           |
| 11                | 3         | 8  | Nicolas Prost          | Renault e.Dams            | 41   | +0:11,205     |           |
| 12                | 1         | 88 | Oliver Turvey          | NEXTEV TCR                | 41   | +0:17,417     |           |
| 13                | 2         | 25 | Jean-Éric Vergne       | DS Virgin Racing          | 40   | +1 okr.       |           |
| 14                | 2         | 77 | Salvador Durán         | Team Aguri                | 40   | +1 okr.       |           |
| 15                | 10        | 27 | Robin Frijns           | Amlin Andretti            | 40   | +1 okr.       |           |
| 16                | 9         | 9  | Sébastien Buemi        | Renault e.Dams            | 38   | +3 okr.       |           |
| Niesklasyfikowani |           |    |                        |                           |      |               |           |
|                   |           | 55 | António Félix da Costa | Team Aguri                | 33   | +8 okr.       |           |
|                   |           | 1  | Nelson Piquet Jr.      | NEXTEV TCR                | 32   | +9 okr.       |           |
| P                 | + / –     | Nr | Kierowca               | Konstruktor               | Okr. | Czas / Strata | Komentarz |

### Najszybsze okrążenie
| Nr | Kierowca        | Konstruktor    | Czas     | Okr. |
| -- | --------------- | -------------- | -------- | ---- |
| 9  | Sébastien Buemi | Renault e.Dams | 0:57,938 | 28   |

### Prowadzenie w wyścigu
Źródło: Racing–Reference.info
| Nr                              | Kierowca        | Okrążenia    | Suma |
| ------------------------------- | --------------- | ------------ | ---- |
| 11                              | Lucas Di Grassi | 11-21, 22-41 | 29   |
| 2                               | Sam Bird        | 1-11         | 11   |
| 23                              | Nick Heidfeld   | 21-22        | 1    |
| \| Wykres \| \| ------ \| \| \| |                 |              |      |
| Wykres                          |                 |              |      |
|                                 |                 |              |      |

## Klasyfikacja po zakończeniu wyścigu

### Kierowcy
| P  | +/− | Kierowca               | Starty | Punkty | P1 | P2 | P3 | PP | NO | NS |
| -- | --- | ---------------------- | ------ | ------ | -- | -- | -- | -- | -- | -- |
| 1  | +1  | Lucas Di Grassi        | 6      | 101    | 2  | 2  | 1  | –  | –  | 1  |
| 2  | −1  | Sébastien Buemi        | 6      | 100    | 2  | 2  | –  | 2  | 4  | –  |
| 3  | 0   | Sam Bird               | 6      | 71     | 1  | 1  | –  | 2  | –  | 1  |
| 4  | 0   | Jérôme d’Ambrosio      | 6      | 64     | 1  | –  | 1  | 2  | 1  | –  |
| 5  | +3  | Stéphane Sarrazin      | 6      | 48     | –  | 1  | –  | –  | –  | –  |
| 6  | −1  | Loïc Duval             | 6      | 48     | –  | –  | –  | –  | –  | –  |
| 7  | +2  | Nick Heidfeld          | 5      | 39     | –  | –  | 1  | –  | –  | –  |
| 8  | −2  | Nicolas Prost          | 6      | 38     | –  | –  | 1  | –  | 1  | 1  |
| 9  | −2  | Robin Frijns           | 6      | 31     | –  | –  | 1  | –  | –  | –  |
| 10 | +1  | Daniel Abt             | 6      | 31     | –  | –  | 1  | –  | –  | –  |
| 11 | +1  | Bruno Senna            | 6      | 22     | –  | –  | –  | –  | –  | 1  |
| 12 | −2  | António Félix da Costa | 6      | 16     | –  | –  | –  | –  | –  | 4  |
| 13 | 0   | Oliver Turvey          | 6      | 10     | –  | –  | –  | –  | –  | 1  |
| 14 | 0   | Jean-Éric Vergne       | 5      | 6      | –  | –  | –  | –  | –  | –  |
| 15 | 0   | Nelson Piquet Jr.      | 6      | 4      | –  | –  | –  | –  | –  | 1  |
| 16 | 0   | Nathanaël Berthon      | 3      | 4      | –  | –  | –  | –  | –  | –  |
| 17 | 0   | Simona de Silvestro    | 6      | 2      | –  | –  | –  | –  | –  | 1  |
| 18 | +1  | Mike Conway            | 3      | 1      | –  | –  | –  | –  | –  | –  |
| 19 | −1  | Jacques Villeneuve     | 2      | 0      | –  | –  | –  | –  | –  | –  |
| 20 | 0   | Oliver Rowland         | 1      | 0      | –  | –  | –  | –  | –  | –  |
| 21 | 0   | Salvador Durán         | 3      | 0      | –  | –  | –  | –  | –  | 1  |
| P  | +/− | Kierowca               | Starty | Punkty | P1 | P2 | P3 | PP | NO | NS |

### Zespoły
| P | +/− | Konstruktor               | Starty | Punkty | P1 | P2 | P3 | PP | NO | NS |
| - | --- | ------------------------- | ------ | ------ | -- | -- | -- | -- | -- | -- |
| 1 | 0   | Renault e.Dams            | 12     | 138    | 2  | 2  | 1  | 2  | 5  | 1  |
| 2 | +1  | ABT Schaeffler Audi Sport | 12     | 132    | 2  | 2  | 2  | –  | –  | 1  |
| 3 | −1  | Dragon Racing             | 12     | 112    | 1  | –  | 1  | 2  | 1  | –  |
| 4 | 0   | DS Virgin Racing          | 11     | 77     | 1  | 1  | –  | 2  | –  | 1  |
| 5 | 0   | Mahindra Racing           | 12     | 61     | –  | –  | 1  | –  | –  | 1  |
| 6 | +1  | Venturi                   | 11     | 49     | –  | 1  | –  | –  | –  | –  |
| 7 | −1  | Amlin Andretti            | 12     | 33     | –  | –  | 1  | –  | –  | 1  |
| 8 | 0   | Team Aguri                | 12     | 20     | –  | –  | –  | –  | –  | 5  |
| 9 | 0   | NEXTEV TCR                | 12     | 14     | –  | –  | –  | –  | –  | 2  |
| P | +/− | Kierowca                  | Starty | Punkty | P1 | P2 | P3 | PP | NO | NS |